# Маркус Лаурідсен
Маркус Лаурідсен (дан. Markus Lauridsen, нар. 28 лютого 1991, Гентофте) — данський хокеїст, захисник клубу ШХЛ ГВ-71. Гравець збірної команди Данії.
Молодший брат Олівера Лаурідсена.

## Ігрова кар'єра
Хокейну кар'єру розпочав 2009 року виступами за команду «Лінчепінг». Влітку 2010 переїздить до Північної Америки, де починає грати за клуб «Грін Бай Гамблерс».
22 серпня 2012 опиняється в тренувальному таборі «Колорадо Аваланч». Через локаут в НХЛ захищав кольори фарм-клубу «Лейк Ері Монстерс». Але до моменту підписання контракту з «монстрами» відіграв за «Денвер Кіхроатс».
Маючи трирічний контракт з «лавинами» Маркус всі три сезони грав за «Лейк Ері Монстерс». 16 червня 2015 Лаурідсен уклав однорічний контракт з шведським клубом АІК.
14 квітня 2016 Маркус уклав дворічний контракт з командою «Лександ». У травні 2017 перебрався до «Ред Булл» (Мюнхен).
30 квітня 2018 Лаурідсен уклав дворічний контракт з клубом ШХЛ ГВ-71.
Був гравцем юніорської збірної Данії та молодіжної збірної Данії, у складі яких брав участь у 21 матчі. 

## Статистика

### Клубні виступи
| Сезон        | Клуб                | Ліга         | Регулярний сезон | Регулярний сезон | Регулярний сезон | Регулярний сезон | Регулярний сезон | Плей-оф | Плей-оф | Плей-оф | Плей-оф | Плей-оф |
| Сезон        | Клуб                | Ліга         | І                | Г                | П                | О                | ШХ               | І       | Г       | П       | О       | ШХ      |
| ------------ | ------------------- | ------------ | ---------------- | ---------------- | ---------------- | ---------------- | ---------------- | ------- | ------- | ------- | ------- | ------- |
| 2009–10      | «Лінчепінг»         | J20          | 37               | 0                | 3                | 3                | 12               | 6       | 0       | 0       | 0       | 2       |
| 2010–11      | «Грін Бай Гамблерс» | ХЛСШ         | 44               | 5                | 5                | 10               | 16               | 11      | 0       | 4       | 4       | 0       |
| 2011–12      | «Грін Бай Гамблерс» | ХЛСШ         | 58               | 6                | 24               | 30               | 32               | 11      | 3       | 1       | 4       | 8       |
| 2012–13      | «Денвер Кіхроатс»   | ЦХЛ          | 30               | 6                | 9                | 15               | 14               | —       | —       | —       | —       | —       |
| 2012–13      | «Лейк Ері Монстерс» | АХЛ          | 36               | 0                | 12               | 12               | 16               | —       | —       | —       | —       | —       |
| 2013–14      | «Лейк Ері Монстерс» | АХЛ          | 39               | 3                | 9                | 12               | 14               | —       | —       | —       | —       | —       |
| 2014–15      | «Лейк Ері Монстерс» | АХЛ          | 62               | 5                | 11               | 16               | 22               | —       | —       | —       | —       | —       |
| 2015–16      | АІК                 | Аллсв        | 50               | 8                | 13               | 21               | 28               | 8       | 0       | 0       | 0       | 0       |
| 2016–17      | «Лександ»           | ШХЛ          | 48               | 4                | 9                | 13               | 2                | —       | —       | —       | —       | —       |
| 2017–18      | «Ред Булл» (Мюнхен) | ДХЛ          | 32               | 2                | 5                | 7                | 16               | 8       | 2       | 1       | 3       | 4       |
| 2018–19      | ГВ-71               | ШХЛ          | 49               | 1                | 7                | 8                | 8                | 9       | 1       | 1       | 2       | 2       |
| Усього в АХЛ | Усього в АХЛ        | Усього в АХЛ | 137              | 8                | 32               | 40               | 52               | —       | —       | —       | —       | —       |
| Усього в ШХЛ | Усього в ШХЛ        | Усього в ШХЛ | 97               | 5                | 16               | 21               | 10               | 9       | 1       | 1       | 2       | 2       |

### Збірна
| Рік                | Команда            | Турнір             | Місце              | І  | Г | П  | О  | ШХ |
| ------------------ | ------------------ | ------------------ | ------------------ | -- | - | -- | -- | -- |
| 2008               | Данія              | ЮЧС18              | 10-е               | 6  | 0 | 1  | 1  | 8  |
| 2009               | Данія              | ЮЧС18 D1           | 14-е               | 5  | 0 | 0  | 0  | 2  |
| 2010               | Данія              | МЧС D1             | 13-е               | 5  | 0 | 3  | 3  | 4  |
| 2011               | Данія              | МЧС D1             | 12-е               | 5  | 1 | 6  | 7  | 2  |
| 2013               | Данія              | ЧС                 | 12-е               | 7  | 0 | 1  | 1  | 4  |
| 2014               | Данія              | ЧС                 | 13-е               | 6  | 0 | 0  | 0  | 4  |
| 2015               | Данія              | ЧС                 | 14-е               | 7  | 0 | 0  | 0  | 20 |
| 2016               | Данія              | ЧС                 | 8-е                | 8  | 1 | 1  | 2  | 6  |
| 2016               | Данія              | Кваліф.            | 3-є                | 3  | 0 | 0  | 0  | 0  |
| 2017               | Данія              | ЧС                 | 12-е               | 7  | 1 | 0  | 1  | 2  |
| 2019               | Данія              | ЧС                 | 11-е               | 7  | 1 | 3  | 4  | 4  |
| Молодіжна збірна   | Молодіжна збірна   | Молодіжна збірна   | Молодіжна збірна   | 21 | 1 | 10 | 11 | 16 |
| Національна збірна | Національна збірна | Національна збірна | Національна збірна | 45 | 3 | 5  | 8  | 40 |